# Anna Svenjeby
Anna Christin Elisabeth Svenjeby, född 26 april 1962 i Borås, är en svensk före detta fotbollsspelare, som spelade som mittfältare för Kronängs IF och Jitex BK i Damallsvenskan under slutet av 1970-talet och 1980-talet. Hon vann den första upplagan av Årets fotbollstjej (nuvarande Diamantbollen), 1980 och var en del av det svenska landslag som vann Europamästerskapet 1984.

## Klubbkarriär
När Anna Svenjeby spelade för Kronängs IF år 1980, 18 år gammal, vann hon priset Årets fotbollstjej som den bästa damfotbollsspelaren i Sverige. År 1984 var hon en del av det Jitex BK lag som vann liga och cup-dubbeln.

## Landslagskarriär
Svenjeby debuterade i landslaget som 17-åring den 5 juli 1979, i en 4-1-vinst över danska damlandslaget i fotboll där matchen spelades i Fredrikstad, Norge. Hennes landslagskarriär bestod av 58 raka landskamper, inklusive sex mål.

## Familj
Annas dotter Malin Svenjeby är också en fotbollsspelare. Malin spelar för Dalsjöfors GoIF i Damallsvenskan.